# Alloo bij de Verkeerspolitie
Alloo bij de Verkeerspolitie is een documentairereeks waarin reporter Luk Alloo agenten van de Belgische lokale politieteams van zones Gent en Sint-Niklaas volgt.

## Seizoenen
| Seizoen | Aantal afleveringen | Startdatum        | Einddatum        |
| ------- | ------------------- | ----------------- | ---------------- |
| 1       | 10                  | 14 oktober 2021   | 16 december 2021 |
| 2       | 10                  | 15 september 2022 | 10 november 2022 |
| 3       | 10                  | 25 september 2023 | 27 november 2023 |
| 4       | 10                  | 3 september 2024  | 5 november 2024  |